# Сбитов Павло Олегович
Павло́ Оле́гович Сби́тов (22 жовтня 1994, с. Березець, Львівська область, Україна — 12 березня 2022, біля м. Волновахи, Донецька область, Україна) — український військовик, майор Збройних Сил України, учасник російсько-української війни. Герой України (2022, посмертно).

## Життєпис
Павло Сбитов народився 22 жовтня 1994 року в селі Березець, нині Комарнівської громади Львівського району Львівської области України.
Навчався в Березецькому ЗЗСО (2009). Закінчив Львівський державний ліцей з посиленою військово-фізичною підготовкою імені Героїв Крут (2012), факультет бойового застосування військ Національної академії сухопутних військ імені Петра Сагайдачного. Після завершення навчання направлений в 503-й окремий батальйон морської піхоти, з яким вирушив на передову.
У 2017 році Павла призначили командиром роти.
У 2019 році разом зі своїм батальйоном взяв участь у багатонаціональних військових навчаннях «Agile Spirit 2019» («Спритний дух 2019») в Грузії, де був нагороджений як один з найкращих військовослужбовців. Рота, якою командував Павло Сбитов, перемогла в конкурсі на найкращий однотипний підрозділ ЗС України 2019 року.
У 2021 році став командиром 503-го окремого батальйону морської піхоти.
Станом на 2021 рік — капітан.
Під час широкомасштабного російського вторгнення в Україну успішно виконував бойові завдання, не допустив оточення та розгрому підрозділів 53-ї окремої механізованої бригади.
12 березня 2022 року під час бою біля населеного пункту Євгенівка із силами противника, що переважали, Павло Сбитов зазнав смертельного поранення. Офіцер до останнього залишався разом зі своїм підрозділом і керував відбиттям атаки.
17 березня 2022 року похований в родинному селі.
19 січня 2024 року під час церемонії у Маріїнському палаці Президент України Володимир Зеленський вручив 30 сертифікатів на отримання квартир військовослужбовцям Сил оборони, яким присвоєно звання Героя України, та родинам полеглих Героїв; один із сертифікатів було вручено рідним майора Павла Сбитова.

## Нагороди
- звання «Герой України» з відзначенням орденом «Золота Зірка» (16 березня 2022, посмертно) — за особисту мужність і героїзм, виявлені у захисті державного суверенітету та територіальної цілісності України, вірність військовій присязі[10];
- орден «За мужність» III ступеня (22 травня 2018) — за особисту мужність, виявлену у захисті державного суверенітету i територіальної цілісності України, зразкове виконання військового обов'язку та з нагоди Дня морської піхоти України[11];
- Нагрудні знаки Головнокомандувача ЗСУ II ступеня, «За оборону міста Маріуполя» та «За військову доблесть і честь»[джерело?];
- Відзнака Президента України «За участь в антитерористичній операції»[джерело?].